# Edward Ruszkowski
Edward Ruszkowski (ur. 20 września 1927 w Mszczonowie, zm. 23 lutego 1966 w Warszawie) – polski elektryk, poseł na Sejm Polskiej Rzeczypospolitej Ludowej III i IV kadencji.

## Życiorys
Uzyskał wykształcenie średnie niepełne, z zawodu elektryk. Był pracownikiem Warszawskich Zakładów Radiowych T-1. W tym przedsiębiorstwie funkcję przewodniczącego zakładowej rady robotniczej. Był także członkiem plenum Komitetu Wojewódzkiego Polskiej Zjednoczonej Partii Robotniczej i przewodniczącym Stołecznego Komitetu Frontu Jedności Narodu. 
W 1961 i 1965 uzyskiwał mandat posła na Sejm PRL III i IV kadencji z okręgu Warszawa-Praga. Przez dwie kadencje zasiadał w Komisji Obrony Narodowej i w Komisji Przemysłu Ciężkiego, Chemicznego i Górnictwa, a w IV ponadto w Komisji Mandatowo-Regulaminowej. Zmarł w trakcie pełnienia mandatu.
Odznaczony Medalem 10-lecia Polski Ludowej (1955).
Pochowany na cmentarzu Wojskowym na Powązkach w Warszawie (kwatera C2-6-14).